# Большой Машляк
 Большой Машляк (тат. Зур Мәшләк) — село в Рыбно-Слободском районе Татарстана. Административный центр Большемашлякского сельского поселения.

## География
Находится на реке Шумбут, в 49 км к северо-востоку от посёлка городского типа Рыбная Слобода. 

## История
Известно с периода Казанского ханства. В XVIII — первой половине XIX века жители относились к сословию государственных крестьян. Их основные занятия в этот период — земледелие и разведение скота, было распространено изготовление клёпки и других материалов для бондарного производства.
В «Списке населенных мест по сведениям 1859 года», изданном в 1866 году, населённый пункт упомянут как казённая деревня Большой Машляк 1-го стана Мамадышского уезда Казанской губернии. Располагалась при речке Машляке, по левую сторону Зюрейского торгового тракта, в 60 верстах от уездного города Мамадыша и в 59 верстах от становой квартиры во владельческом селе Кукмор (Таишевский Завод). В деревне, в 46 дворах жили 295 человек (146 мужчин и 149 женщин), была мечеть.
В начале XX века в селе действовали мечеть, мектеб, водяная мельница, мелочная лавка. В этот период земельный надел сельской общины составлял 1097,8 десятин.
До 1920 года село входило в Шеморбашскую волость Мамадышского уезда Казанской губернии. С 1920 года в составе Мамадышского кантона ТАССР. С 14 февраля 1927 года в Рыбно-Слободском, с 10 февраля 1935 года в Кзыл-Юлдузском, с 26 марта 1959 года в Рыбно-Слободском, с 1 февраля 1963 года в Мамадышском, с 12 января 1965 года в Рыбно-Слободском районах.
В 1931 году в селе был организован колхоз. В 1994 году в составе государственного унитарного предприятия «Агрофирма «Энергетик».

## Население
| 1782 | 1859 | 1897 | 1908 | 1920 | 1926 | 1938 | 1949 | 1958 | 1970 | 1989 | 2002 | 2010 | 2020 |
| ---- | ---- | ---- | ---- | ---- | ---- | ---- | ---- | ---- | ---- | ---- | ---- | ---- | ---- |
| 70   | 295  | 488  | 568  | 592  | 455  | 703  | 576  | 1215 | 555  | 252  | 368  | 346  | 296  |

Национальный состав села — татары (88,7%).

## Экономика
Жители работают в крестьянском (фермерском) хозяйстве (выращивание сома клариус), турецкой кондитерской компании «Кишер», обществе с ограниченной ответственностью «Кулон Агро» (деревня Янавыл), на предприятиях Казани.

## Инфраструктура
Средняя школа (с 1928 г. как начальная), детский сад (с 1998 г.), библиотека, дом культуры, фельдшерско-акушерский пункт.

## Религия
Мечеть «Мухаммад» (с 2002 г.), мечеть «Сафар» (с 2017 г.).